# Nébuleuse de la Bulle de savon
Nébuleuse planétaire
La nébuleuse de la Bulle de savon, ou PN G75.5+1.7, est une nébuleuse planétaire située dans la constellation du Cygne, à proximité de la nébuleuse du Croissant (NGC 6888). Elle fut découverte le 6 juillet 2008[Quoi ?] par l'astronome amateur américain Dave Jurasevich. Elle se trouve à environ 4000 années-lumière de la Terre, à l'avant plan des nébulosités de Gamma du Cygne qui se trouvent, elles, à environ 5000 années-lumière.